# 思壁州
思壁州，又作思璧州。唐朝羁縻州。
贞观二十三年（649年）以突厥部置，确址不详。后侨治夏州朔方县(今陕西省靖边县北白城子)界。 